# Умершие в июле 1996 года
Это список известных людей, соответствующих установленным критериям значимости (см. Википедия:Критерии значимости персоналий), умерших в июле 1996 года.
Причина смерти указывается лишь в исключительных случаях (убийство, самоубийство, гибель в результате военных действий, смертная казнь, ДТП или несчастные случаи). В остальных случаях — не указывается.
- 2 июля — Наталья Боде (81) — советский фотограф, участница Великой Отечественной войны.
- 3 июля — Бернар Зерфюсс (84) — французский архитектор.
- 3 июля — Тито  Окелло (82) — Президент Уганды с 29 июля 1985 по 26 января 1986.
- 4 июля — Алексей Золотарёв (79) — Герой Советского Союза.
- 4 июля — Николай Лавров (70) — Полный кавалер Ордена Славы.
- 5 июля — Василий Витка (85) — белорусский советский поэт, драматург, классик белорусской детской литературы, заслуженный деятель культуры Белорусской ССР.
- 5 июля — Северский Георгий Леонидович (87) — один из руководителей партизанского движения в Крыму в годы Великой Отечественной войны, советский писатель.
- 6 июля — Георгий Курдюмов (94) — советский учёный, специалист в области физического металловедения.
- 8 июля — Армандо Калво (76) — мексиканский актёр, начавший сниматься в 30-е годы. Исполнитель роли садовника Себастьяна в культовом сериале «Дикая Роза».
- 8 июля — Виктор Лобанов (71) — Герой Советского Союза
- 9 июля — Александр Бондарев (73) — Герой Советского Союза
- 9 июля — Иван Кондратьев (73) — Герой Советского Союза
- 9 июля — Сергей Курёхин (42) — музыкант-авангардист, джазовый музыкант, композитор, актёр, создатель и руководитель группы «Поп-механика».
- 10 июля — Вруйр Галстян (72) — армянский художник.
- 10 июля — Арсений Гулыга (75) — советский и российский философ.
- 10 июля — Николай Калинич (86) — Герой Советского Союза
- 10 июля — Эно Рауд (68) — эстонский детский писатель.
- 12 июля — Степан Бубнов (79) — советский актёр, заслуженный артист РСФСР.
- 12 июля — Махмет Каирбаев (71) — Герой Советского Союза, участник Великой Отечественной войны, командир батареи 712-го истребительно-противотанкового артиллерийского полка 17-й отдельной истребительно-противотанковой артиллерийской бригады 2-й гвардейской армии 1-го Прибалтийского фронта.
- 12 июля — Пётр Щербаков (71) — Герой Социалистического Труда.
- 13 июля — Василий Стародумов (88) — русский советский детский писатель, сказочник, пародист, книжный график.
- 14 июля — Михаил Мирошник (82) — Герой Советского Союза.
- 15 июля — Николай Домовитов (77) — советский и российский писатель-фронтовик, поэт и прозаик.
- 16 июля — Иосиф Прут (95) — российский драматург. Первый советский сценарист.
- 17 июля — Марсель Дади (44) — французский гитарист еврейского происхождения, игравший в стиле фингерстайл.
- 17 июля — Николай Журин (87) — советский политический деятель, 1-й секретарь Актюбинского областного комитета КП Казахстана (1964—1972).
- 17 июля — Михаил Сафонов (71) — Полные кавалеры ордена Славы.
- 18 июля — Цецилия Динере (76) — латышская писательница, поэтесса, прозаик и переводчик. Член СП Латвии.
- 18 июля — Георг Мясников (70) — советский партийный, государственный и общественный деятель, историк-краевед; заместитель председателя правления Советского (1986—1991), затем Российского фонда культуры (1991—1992).
- 19 июля — Владимир Дятлов — писатель, Заслуженный работник культуры Российской Федерации.
- 20 июля — Франтишек Планичка (92) — чешский футбольный вратарь, один из самых заслуженных игроков в истории чехословацкого футбола.
- 21 июля — Иван Кургузов (82) — Полный кавалер Ордена Славы.
- 21 июля — Фёдор Легкошкур (77) — старший сержант, ворошиловский стрелок, участник Великой Отечественной войны, участник исторического Парада Победы на Красной площади 24 июня 1945 года, бросивший лейбштандарт 1-й танковой дивизии СС «Лейбштандарт Адольф Гитлер» к Мавзолею Ленина.
- 23 июля — Паскуалино Де Сантис (69) — итальянский кинооператор, брат кинорежиссёра Джузеппе Де Сантиса.
- 25 июля — Микаэл Таривердиев (64) — выдающийся советский и российский композитор армянского происхождения, народный артист РСФСР (1986), автор музыки к фильмам.
- 26 июля — Иван Цыбин (73) — Герой Советского Союза
- 28 июля — Сергей Раздорожнюк (85) — советский футболист, вратарь, футбольный арбитр.
- 29 июля — Мухамед Асимов (75) — советский таджикский философ, культуролог, востоковед, специалист по онтологии и гносеологии.
- 29 июля — Егор Христенко (83) — Герой Советского Союза.
- 30 июля — Зина Ботте (55) — педагог, общественный деятель, дипломат, первый почётный генеральный консул Украины в Австралии.
- 31 июля — Иннокентий Кузнецов (81) — Герой Советского Союза.
- 31 июля — Владимир Оловников (77) — советский и белорусский композитор и общественный деятель.